# Gun Metal
Gun Metal è un videogioco d'azione in terza persona per Xbox e Microsoft Windows commercializzato nel 2002 dalla Rage Software. Nel gioco si controlla un mecha trasformabile; genere poco presente su PC, di cui ad esempio fanno parte Future Cop: L.A.P.D. e Battle Engine Aquila.

## Trama
Dopo una grande battaglia disputata sulla Terra, la razza umana si vede costretta a trovare nuove risorse per sostenersi e così compie un viaggio su un altro pianeta di grandi dimensioni, Helios, dove riescono a trovare ciò che cercavano assieme alla felicità. Tuttavia un particolare nemico è rimasto inosservato per diverso tempo e questo scatena a sua volta una nuova guerra che vede la caduta di numerosi soldati per entrambe le razze, ostacolando nuovamente le possibilità di sopravvivenza degli esseri umani. Nonostante ciò alberga ancora una speranza sotto forma di macchina, la Havoc Suit, la quale è in grado di trasformarsi in un mezzo estremamente potente in grado di assumere la forma di un mech e di un aereo da caccia, rendendolo così l'arma definitiva per contrastare le armate pesanti e le armi hi-tech nemiche. Il protagonista controllerà tale mezzo, sfruttando la sua grande potenza di fuoco e portando così la speranza nei confronti dei suoi simili contro la razza aliena.

## Modalità di gioco
Il mecha è chiamato "progetto Gun Metal", come specificato al termine della prima missione, in cui dovremo difendere un villaggio facendo conoscenza con le prime armi di base a nostra disposizione.
Ogni volta che si passerà alla missione successiva, otterremo una o più nuove armi. Inizialmente ne avremo solo 4, due per ogni configurazione: mecha e caccia. Il nostro mezzo è particolarmente versatile proprio per via della sua natura trasformabile: lento e potente in configurazione mecha, può passare velocemente nella veloce modalità caccia, per attacchi rapidi e letali.

### Armi
Come già detto, si hanno solo 4 armi, ma andando avanti ne avremo fino ad 8, quattro per configurazione, che verranno ulteriormente potenziate nel corso delle missioni. Se all'inizio si verrà forniti di dei semplici mitra come arma base, più avanti verranno forniti dei mini-razzi e in seguito dei laser.
Le armi base (pistole mitra e cannoni Vulcan, almeno inizialmente) hanno munizioni illimitate e sono utili come ultima risorsa o per decimare i nemici più deboli senza sprecare le munizioni di armi più potenti. Tutte le altre armi hanno invece munizioni limitate, presenti in quantitativi più o meno alti, generalmente relativi alla potenza e frequenza di fuoco.
Le armi si suddividono più o meno così: arma base con alta\buona frequenza di fuoco e munizioni illimitate; seconda arma con maggiore potenza di fuoco e discreto numero di munizioni; terza arma lenta e molto potente, con munizioni limitate; quarta arma, con colpo singolo poco potente, ma con un'alta cadenza di tiro, con un danno per secondo molto alto e grande quantitativo di munizioni.
Le armi come consuetudine sono più o meno indicate in base al tipo di nemico: armi lente e potenti sono preferibili contro nemici molto lenti o statici, mentre armi con alta cadenza di fuoco o mira automatica sono ottime per i nemici più veloci. Da non dimenticare i missili: questi non vengono mai potenziati, ma aumenta di volta in volta il quantitativo che potrete portarne. Come mecha se ne possono sparare quattro in rapida successione ed hanno un sistema di puntamento automatico (basta inquadrare quattro nemici di fila), idem in modalità caccia, ma ne vengono sparati solo due alla volta e con una frequenza più lenta.

## Accoglienza
| Testata                           | Versione | Giudizio |
| --------------------------------- | -------- | -------- |
| GameRankings (media al 26-2-2019) | Xbox     | 67.22%   |
| Metacritic                        | Xbox     | 63/100   |
| GameSpot                          | Xbox     | 6.4/10   |
| IGN                               | Xbox     | 6.7/10   |
| Multiplayer.it                    | PC       | 6.5/10   |
| Gamesurf                          | Xbox     | 6/10     |
| Gamesurf                          | PC       | 6.5/10   |

Gun Metal ha ricevuto recensioni miste da parte della critica e la versione Xbox ha venduto 110 000 copie.
Jeff Gerstmann di GameSpot gli diede un 6.4 trovando la sua grafica competente con altri giochi dell'epoca ma che faceva fatica a distinguersi al contrario di altri titoli pubblicati precedentemente da Rage Software, valutò positivamente il frame rate stabile e le texture e gli effetti come decenti, ma non trovò le immagini particolarmente impressionanti. Allo stesso modo gli piacque l'idea di poter sostituire la colonna sonora con tracce personalizzate nel caso lo si desideri. Definì Gun Metal come un gioco medio con pochi errori nella sua realizzazione, ma che non raggiunge il massimo in termini di qualità, per questo motivo lo ritenne più valido come noleggio che come acquisto. Todd Simons di IGN assegnò un 6.7, non trovando punti di forza particolari, ma con un gameplay che sa "catturare" lo spettatore che però non riesce a mantenere lo stesso spessore a lungo andare. Una volta presi dal gioco, sembra che i difetti siano completamente inesistenti, ma nel corso del gioco il giocatore potrebbe non trovarlo più un granché. Il recensore concluse consigliando di provarlo prima dell'acquisto per non avere dei ripensamenti.
La redazione di Multiplayer.it valutò la versione uscita per Xbox, definendo Gun Metal un buon titolo, che ha preso spunto dai altri titoli mecha ma senza miscelare tutte le loro idee, trovò più che sufficienti il comparto grafico e audio, apprezzò la completa localizzazione in italiano e l'ottima giocabilità che lo salvano parzialmente dalla sua poca longevità e dall'assenza della modalità multigiocatore. Simone Tagliaferri apprezzò l'edizione per PC con un 6.5, trovandolo divertente ma non un capolavoro, che può far passare qualche ora spensierata grazie alla sua azione poco impegnativa e alla sua spettacolarità.
Giuseppe Schirru di Gamesurf parlò della versione per la console Microsoft dandole un 6, trovandolo un'occasione sprecata per realizzare un capolavoro viste le premesse come l'ottimo gameplay e la qualità grafica all'altezza, ma la totale assenza del multigiocatore e la sua poca durata effettiva in quella singola lo fanno accantonare presto. Di parere non troppo differente fu il collega Alessandro Cossu, che descrisse quella per PC, a cui diede un 6.5, che lo trovò divertente, relativamente lungo ma troppo ripetitivo e con qualche pecca di troppo, come l'impossibilità di salvare i propri progressi a piacimento e finì per sconsigliarlo a chi è digiuno di sparatutto e chi ha poca pazienza.
Everyeye.it lodò particolarmente l'edizione PC e trovò come difetti la sua scarsa longevità legata al ristretto numero di missioni affrontabili nella campagna, ma nonostante ciò lo trovò godibile e rigiocabile, grazie alla sua semplicità.